# Cmentarz żydowski w Osięcinach
Cmentarz żydowski w Osięcinach – dokładna data założenia kirkutu pozostaje nieznana. Cmentarz został zniszczony przez nazistów podczas II wojny światowej, a nagrobki wykorzystano do budowy drogi do Boricinka.